# Pamak
Pamak is een bestuurslaag in het regentschap Karimun van de provincie Riau-archipel, Indonesië. Pamak telt 3922 inwoners (volkstelling 2010).